# Ghiacciaio Dorrer
Il ghiacciaio Dorrer è un ghiacciaio tributario lungo circa 9 km situato nella regione meridionale della Dipendenza di Ross, nell'Antartide orientale. Il ghiacciaio, il cui punto più alto si trova a circa 1400 m s.l.m., si trova nella regione settentrionale dei monti della Regina Elisabetta, nell'entroterra della costa di Shackleton, e fluisce verso est scorrendo lungo il versante meridionale del monte Heiser e quello settentrionale del picco Kooyman fino a unire il proprio flusso a quello del ghiacciaio Lowery.

## Storia
Il ghiacciaio Dorrer è stato mappato da membri dello United States Geological Survey (USGS) grazie a fotografie aeree scattate dalla marina militare statunitense nel periodo 1960-62, e così battezzato dal Comitato consultivo dei nomi antartici in onore di Egon Dorrer, un glaciologo del Programma Antartico degli Stati Uniti d'America di stanza sulla barriera di Ross nelle stagioni 1962-63 e 1965-66.